# PoSAT–1
PoSAT–1 (Portugal Satellite) az első portugál teszt rádióamatőröket segítő mikroműhold.

## Jellemzői
A mikróműhold (10–100 kilogramm között) tesztelése (viselkedés mikrogravitációs környezetben) mellett a földi szolgáltató rendszer (ellenőrzés, követés, vétel-adás) gyakorlati próbáját is elvégezték.

## Küldetés
A műholdat a University of Surrey közreműködése mellett a  portugál egyetemek és az ipari vállalatok (LNETI, EFACEC, OGMA, Marconi, ALCATEL, IST, UBI, CEDINTEC) közreműködésével (7 portugál mérnök foglalkoztatásával) gyártotta az Surrey Satellite Technology Limited. (SSTL) (angol). Üzemeltette a Portugália Posat. Társműholdak: SPOT–3 (francia), Stella (francia), Healthsat–2 (amerikai), Eyesat 1 (amerikai), Itamsat (olasz), Kitsat–2 (dél-koreai)
Megnevezései: OSCAR 28 (Orbiting Satellite Carrying Amateur Radio); PO 28; COSPAR: 1993-061D; SATCAT kódja: 22826.
1993. szeptember 26-án a Guyana Űrközpontból ELA2 (LC–Launch Complex) jelű indítóállványról egy Ariane 40 (SLV-3C) hordozórakétával állították alacsony Föld körüli pályára (LEO = Low-Earth Orbit). Az orbitális pályája 100,86 perces, 98.68° hajlásszögű, elliptikus pálya perigeuma 793 kilométer, az apogeuma 806 kilométer volt.
Három tengelyesen a Föld mágneses mezőjének irányába stabilizált. Alakja Paralelepipedon, méretei 0,67 × 0,35 × 0,35 centiméter, a rúdantenna hossza 6 méter, tömege 47,5 kilogramm. Sebessége 7,3 kilométer/másodperc, a Földet 14-szer kerüli meg naponta. Az elektronikus kártyákat, a működést segítő berendezéseket egy alumínium vázban telepítették. Az űreszköz felületét négy napelem borítja (10 W), éjszakai (földárnyék) energia ellátását újratölthető kémiai akkumulátorok biztosították. Telemetriai szolgálatát egy rúdantenna segítette.
Műszerezettsége
1. EIS – a Föld fényképezésének rendszere, két CCD kamera, adatfeldolgozó, tömörített képfeldolgozás,
2. EIS – csillagászati fényképezés,
3. GPS (Global Positioning System) navigáció – műhold helyzetének, sebességének, fedélzeti idejének ellenőrzése,
4. CRE (Cosmic Ray Experiment) – a beépített egységeknél a mikrogravitációs tér hatásait vizsgálta,
5. DSPE (Digital Signal Processing Experiment) – programozható  (TMS320 sorozat) kommunikációs modem,
6. OBC – fő fedélzeti számítógép (80C186),

2006-ban befejezte szolgálatát.